# 国際造園家連盟
国際造園家連盟（こくさいぞうえんかれんめい、International Federation of Landscape Architects、略称：IFLA）は、世界の造園家・ランドスケープアーキテクトが集結する組織で、国際連合の専門機関ユネスコ（UNESCO、国際連合教育科学文化機関）からの認定を受けた唯一の世界規模の団体・NGO。世界で唯一の造園・ランドスケープアーキテクに関する専門家集団。
日本語訳は同日本支部では、「国際造園家連盟」と表記。高野文彰は「国際ランドスケープアーキテクト連盟日本」と表記。別には、国際造園会議、国際造園家会議、国際造園修景家協会、国際ランドスケープアーキテクト連盟などがみられる。
世界のランドスケープアーキテクトが集い、世界の約五十カ国がイフラに加盟しており、国際的な視野から造園家の立場で、地球環境保全等に係わる活動を行っている。
国別団体会員と個人会員で構成　世界の地域区分は中央と西および東の3ブロックにわけている。

## 本部概要
```
The International Federation of Landscape Architects (IFLA)

Avenue Louise 149/24, 12th floor
B-1050 Brussels
Belgium
Phone: +32 498 464 769
Email: admin@iflaonline.org
```

## IFLAの日本窓口
日本窓口は1954年から1994年までは日本造園学会（JILA）であった。1995年から2013年までは、有志72名で任意団体IFLA Japan（2000年まではJAPNーIFLA）が結成され日本のIFLA窓口組織を務めた。
2016年にIFLA－JAPANは（一社）JLAU (日本ランドスケープアーキテクト連盟（JAPAN　LANDSCAPE　ARCHITECT　UNION)と統合して活動を展開している。
JAPAN　LANDSCAPE　ARCHITECT　UNIONはイフラの日本窓口として本部に承認されている組織。日本の造園家を中心に、情報交換と人の交流を通じて地球環境の保全に貢献、ランドスケープに関わる様々な活動への参加、支援を主な活動としていく。

## 沿革
- 1935年：ブリュッセルでヨーロッパの造園家があつまり、ランドスケープアーキテクトの国際組織設立に向けた会合もたれる
- 1937年：パリで会合をもつ
- 1938年：ベルリンで会合をもつ
- 1948年：イギリス・ケンブリッジで正式に発足。15カ国で結成され、第1回大会開催
（その後しばらくは大会は2年に1回、理事会は毎年開かれる）
- 1949年：パリ理事会で憲章が立案される
- 1952年：マドリードで開かれた第2回大会で憲章が制定される
- 1952年：ストックホルムの第3回大会で日本の参加が要請され、加藤誠平が代表に決定するが外貨の関係で参加が見送られメッセージのみに留まる
- 1954年：第四回ウィーン大会で日本造園学会の加入承認(16番目)される。(日本代表　佐藤昌
- 1954年：日本造園学会総会で、1964年の大会を日本に招致することを決議
- 1960年：第7回アムステルダム大会で、1964年の大会東京開催決定
- 1964年：第9回大会が東京/京都で開催される。20カ国個人加盟7カ国が参加　（大会会長　佐藤昌）参加者総数475名
- 1965年：リスボン大会で、IFLAユネスコ加盟（Category　A　メンバー）
- 1975年：サンアントニオ理事会で特別会員内規決定、会員を募る。特別委員会第1回総会開催
- 1977年：マニラで大会が開催され、東地区加盟国が5カ国となる
- 1979年：第17回大会で本部をパリに常設することを決定
- 1985年：第23回大会日本で開催（大会会長　北村文雄：日本代表　近藤公夫）参加者総数482名　JILA(後CLA)社団法人化
- 1990年：花博覧会に出展
- 1992年：第29回慶州大会直前にアメリカ合衆国 英国 オーストラリア カナダの4カ国が退会
- 1994年：日本造園学会IFLA脱退(12月）、脱退4カ国LandscapeAlliance(ILA)結成
- 1995年：IFLA-JAPAN結成（会長小林冶人）会員72名　IFLA-JAPAN, IFLA加盟承認
- 2000年：アメリカ合衆国, 英国, オーストラリア, カナダ IFLA再加入承認   ILA淡路島会合開催:ILA解散を決議　第10回IFLA東地区大会淡路島　総参加者250名
- 2012年：JLAU設立
- 2016年：IFLA－JAPAN　JLAUと統合